# Kiffa
Kiffa este un oraș în partea de sud a Mauritaniei. Este reședința regiunii Assaba. Conform unor estimări oficiale din 2001, localitatea avea o populație de 56.100 loc.